# Пілава (Нижньосілезьке воєводство)
Пілава (пол. Piława) — село в Польщі, у гміні Меткув Вроцлавського повіту Нижньосілезького воєводства.
Населення — 196 осіб (2011).
У 1975-1998 роках село належало до Вроцлавського воєводства.

## Демографія
Демографічна структура станом на 31 березня 2011 року:
|          | Загалом | Допрацездатний вік | Працездатний вік | Постпрацездатний вік |
| -------- | ------- | ------------------ | ---------------- | -------------------- |
| Чоловіки | 101     | 23                 | 68               | 10                   |
| Жінки    | 95      | 21                 | 56               | 18                   |
| Разом    | 196     | 44                 | 124              | 28                   |